# Cesariana
Cesariana (português europeu) ou cesárea (português brasileiro) é uma intervenção cirúrgica para realizar o parto de um ou mais bebés. As cesarianas são muitas vezes necessárias nos casos em que um parto vaginal colocaria a mãe ou o bebé em risco. Entre estes casos estão o parto distócico, gravidez múltipla, pressão arterial elevada da mãe, apresentação de nádegas ou problemas com a placenta ou cordão umbilical. Um parto por cesariana pode ainda ser realizado por motivos relacionados com a forma da pelve da mãe ou quando existem antecedentes de outra cesariana. A Organização Mundial de Saúde recomenda que as cesarianas só sejam realizadas nos casos em que exista uma justificação médica. No entanto, algumas cesarianas são realizadas sem uma justificação médica a pedido de alguém, geralmente da mãe.
Um parto por cesariana tem geralmente a duração de 45 minutos a uma hora. Pode ser realizado sob anestesia espinhal, em que a mulher se encontra consciente, ou sob anestesia geral. É introduzido um catéter urinário para drenar a bexiga e o abdómen é limpo com um antisséptico. Geralmente é feita uma incisão com cerca de 15 cm no abdómen inferior da mulher. O útero é depois aberto com uma segunda incisão e o bebé retirado. No fim, as incisões são suturadas. Geralmente a mulher pode dar início à amamentação assim que desperta da anestesia e sai da sala de operações. Na maior parte dos casos, as cesarianas requerem alguns dias de internamento hospitalar até a mulher ter alta.
As cesarianas apresentam um ligeiro aumento do risco de prognóstico negativo em gravidezes de baixo risco. Também exigem maior tempo de cicatrização do que um parto vaginal, em média de seis semanas. Os riscos acrescidos por uma cesariana incluem problemas respiratórios no bebé e embolia amniótica e hemorragia pós-parto na mãe. As recomendações internacionais recomendam que não sejam realizadas cesarianas antes das 39 semanas de gravidez sem que haja uma justificação médica. O método de parto não aparenta ter influência na função sexual posterior ao parto.
Em 2012 foram realizadas em todo o mundo cerca de 23 milhões de cesarianas. A comunidade médica internacional tem considerado uma taxa de 10–15% como ideal para o número de cesarianas. Algumas evidências recentes indicam que uma taxa de 19% pode estar associada a melhores prognósticos. Em mais de 45 países, as taxas de parto por cesariana são inferiores a 7,5%, enquanto em mais de 50 países as taxas são superiores a 27%. Têm sido realizados esforços tanto no sentido de melhorar o acesso como diminuir o recurso a cesarianas. A realização de cesarianas remonta a pelo menos 715 a.C. Geralmente eram realizadas após a morte da mãe e só ocasionalmente é que o bebé sobrevivia. As primeiras descrições de mães que sobreviveram à intervenção datam do século XVI. Com a introdução dos antissépticos e anestésicos no século XIX, a sobrevivência tanto da mãe como do bebé passaram a ser a norma.

## Epidemiologia

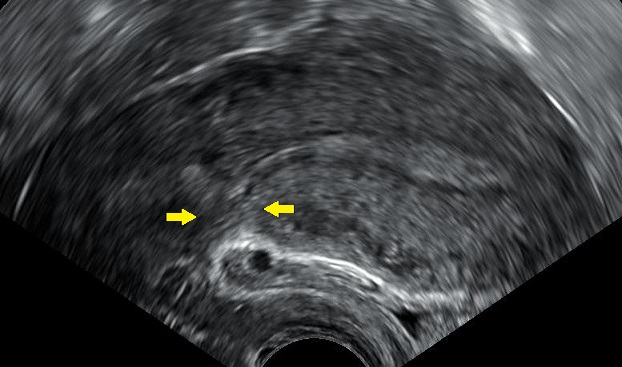
Ultrassonografia transvaginal de um útero anos após uma cesariana, mostrando a formação de cicatriz característica em sua parte anterior

### Portugal
No ano de  2009 35% dos bebés nasceram por cesariana em Portugal. A taxa está muito acima da Europa, que anda entre os 20% e os 30%.
Em 2010 o país registou uma taxa de cesarianas de 36%, um valor muito acima do recomendado pela OMS, que aponta que a taxa não deve ultrapassar os 15%. Os interesses económicos do setor privado da saúde justificam em grande parte o aumento generalizado do número de partos por cesariana realizados nos últimos anos em Portugal. Nos hospitais públicos o fator indutor de cesariana é "a falta de profissionais suficientes 'para que haja tranquilidade' na hora de decidir". Perante o cansaço causado por turnos prolongados, e na presença de trabalhos de parto morosos, a decisão pela cesariana tende a ser tomada para evitar a vigília médica durante a madrugada.
Em 2014 a taxa de cesarianas em Portugal foi de 33%.
Nos hospitais do Serviço Nacional de Saúde realizaram cesarianas em 28% dos casos, nos privados em 2012 (último ano em relação ao qual há números oficiais), foi realizada cesariana em 66% dos partos.

### Brasil
Em 2014, 56,99% dos quase de 3 milhões de bebês nasceram por meio da cesariana no Brasil. Esta taxa vem crescendo há mais de 20 anos, confirmando a liderança mundial em partos cesáreos. Ela é principalmente atribuída ao alto índice nas instituições particulares e superior à soma do percentual das cesarianas desejadas pelas parturientes e dos casos medicamente necessários.

## História
É comum a divulgação da etimologia popular (pseudoetimologia) segundo a qual a palavra cesariana derivaria da forma como nasceu o imperador Júlio César. Segundo João Malalas, a mãe de Júlio César morreu no nono mês de gravidez, e sua barriga foi cortada; daí que ele recebeu o nome de César que quer dizer cortar na língua dos romanos. Na verdade, a palavra tem origem no verbo caedo -is, cecidi, caesum, caedere, que significa cortar e está presente nas palavras ciseaux, do francês, e scissors, do inglês, que significam ambas "tesoura". Outra evidência da impropriedade da associação com o governante romano são os registros do uso desse procedimento de parto antes mesmo da época de Júlio César: assim teria vindo à luz Cipião, o Africano. São Cesário de Terracina (o santo que substituiu e cristianizou o culto de César), jovem diácono, é invocado pelo bom sucesso de cesariana.
A técnica da cesárea foi primeiramente observada em prática no continente africano. No século XIX, quando na Europa nem se havia um consenso de que era necessário lavar as mãos para realizar esse tipo de procedimento, existem relatos documentados de procedimentos que incluem a operação realizada por pessoas do gênero masculino em Uganda e parteiras da Tanzânia. 

## Riscos
Bebês nascidos de cesariana têm mais bactérias potencialmente infecciosas em seus intestinos.